# Ricorda con rabbia (film 1969)
Ricorda con rabbia è un film del 1969 diretto da Mario Missiroli e tratto dall'omonimo dramma di John Osborne.